# 1-2 Ивановка
1-2 Ивановка — деревня в Куркинском районе Тульской области России.
В рамках административно-территориального устройства относится к Грибоедовской волости Куркинского района, в рамках организации местного самоуправления включается в Михайловское сельское поселение.

## География
Деревня находится в юго-восточной части Тульской области, в лесостепной зоне, в пределах юго-восточной части Среднерусской возвышенности, на левом берегу реки Дон, на расстоянии примерно 19 километров (по прямой) к северо-востоку от Куркина, административного центра района. Абсолютная высота — 147 метров над уровнем моря.

### Климат
Климат характеризуется как умеренно континентальный, с умеренно холодной снежной зимой и тёплым летом. Среднегодовая многолетняя температура воздуха составляет +4,2 °С. Абсолютный минимум температуры воздуха холодного периода составляет −42 °C; абсолютный максимум тёплого периода — +37 °C. Среднегодовое количество атмосферных осадков составляет 540—545 мм, из которых большая часть выпадает в тёплый период. Снежный покров держится в течение примерно 140 дней.

### Часовой пояс
Деревня 1-2 Ивановка, как и вся Тульская область, находится в часовой зоне МСК (московское время). Смещение применяемого времени относительно UTC составляет +3:00.

## Население
| 2010 |
| ---- |
| 16   |

### Национальный состав
Согласно результатам переписи 2002 года, в национальной структуре населения русские составляли 100 % из 22 чел.